# Big Mouth (série télévisée d'animation)
Pour les articles homonymes, voir Big Mouth.
Big Mouth est une série d'animation comique américaine créée par Andrew Goldberg, Nick Kroll, Mark Levin et Jennifer Flackett et diffusée entre le 29 septembre 2017 et le 23 mai 2025 sur Netflix,. Cette série est basée sur la jeunesse de Nick Kroll et Andrew Goldberg,. Le programme est déconseillé aux moins de 16 ans.
La série suit les aventures d'un groupe d'adolescents qui découvrent leurs « hormones monsters », des créatures censées les guider pendant les difficiles années de la puberté. La série se concentre sur les années collège et lycée du groupe et appréhende la sexualité avec une ouverture d'esprit et un message d'acceptation que les critiques ont salué.
Human Resources, une série dérivée qui suit le quotidien de différents hormones monsters et créatures précédemment rencontrées dans Big Mouth, a fait ses débuts le 18 mars 2022 et a pris fin le 9 juin 2023.

## Synopsis
La série suit les aventures d’élèves de 5e d’un collège de la côte est près de New York confrontés aux affres de la puberté et de leurs premiers pas vers la vie active. Les épisodes se focalisent aussi sur les évolutions entre leurs amitiés sans ignorer leurs éveils mutuels à la sexualité.
Chaque épisode est centré sur une question d’ordre sentimental ou sexuel, sans véritable tabou. La sexualité féminine est autant représentée que celle des garçons. Sont ainsi abordées les questions des premières règles, de la masturbation pour les deux sexes, de l’homosexualité réelle ou supposée, ainsi que du viol et de l’infidélité.

## Distribution

### Acteurs principaux
- Nick Kroll : Nick Birch / Coach Steve / Maurice, l’Hormone Monster / Lola / Bad Mitten / La statue de la liberté / Joe Walsh
- John Mulaney : Andrew Glouberman / Mint / Le grand-père d’Andrew
- Jessi Klein (en) : Jessi Glaser
- Jason Mantzoukas : Jay Bilzerian / Le fantôme de Socrate / Guy Bilzerian
- Jenny Slate (saisons 1 à 4) / Ayo Edebiri (depuis saison 4) : Missy Foreman-Greenwald
- Fred Armisen : Elliot Birch / Le fantôme d’Antonin Scalia / Le chauffeur de bus / Starvos
- Maya Rudolph : Diane Birch / Connie l’Hormone Monstress / Bath Mat / Le fantôme d’Elizabeth Taylor / le fantôme de Whitney Houston
- Jordan Peele : Le fantôme de Duke Ellington et de Freddie Mercury / Featuring Ludacris / Atlanta Claus / Un DJ / Cyrus Foreman-Greenwald / Patrick Ewing / Le Père Noël

### Acteurs récurrents et invités
- Andrew Rannells : Matthew MacDell
- David Thewlis : Shame Wizard
- Paula Pell : Barbara Glouberman
- Richard Kind : Marty Glouberman
- Kat Dennings (saisons 1 à 4) / Chloe Fineman (saisons 5 à 8) : Leah Birch
- Seth Morris : Greg Glaser
- Jessica Chaffin (en) : Shannon Glaser
- Gina Rodriguez : Gina
- June Diane Raphael : Devin
- Jak Knight : DeVon
- Neil Casey (en) : Lars
- John Gemberling (en) : Tyler Pico
- Joe Wengert : Caleb / Joe le hormone monster
- Emily Altman : Milk
- Rob Huebel : Mr. Lizer
- Jess Harnell : Dwayne Johnson
- Heather Lawless (en) : Jenna Bilzerian
- Chelsea Peretti : Monica / Cellsea
- Mark Duplass : Val Bilzerian / Clerk
- Paul Scheer : Kurt Bilzerian
- Nathan Fillion : lui-même
- Nasim Pedrad : Fatima
- Carlos Alazraqui : Gustavo
- Paul Giamatti : l'excrément d'Andrew
- Alia Shawkat : Roland
- Mae Whitman : Tallulah Levine
- Zach Woods : Daniel
- Jon Hamm : Scallops
- Jon Daly : Judd Birch
- Rosa Salazar : Mme Benitez
- Michaela Watkins : Dina Reznick
- Gil Ozeri : Wiggles / Brad / Gil le hormone monster
- Kristen Wiig : le vagin de Jessie
- Zachary Quinto : Aiden
- Josie Totah : Natalie
- Peter Capaldi : Seamus MacGregor
- Brian Tyree Henry : Elijah
- Kristen Schaal : Bernadette « Bernie » Sanders
- Megan Thee Stallion : Megan la hormone monster
- Zazie Beetz : Dani
- Stephanie Beatriz : Lulu
- Don Cheadle : lui-même
- Maitreyi Ramakrishnan : Marissa
- Padma Lakshmi : Priya
- Lupita Nyong’o : Asha
- Billy Porter : Ocean
- Hugh Jackman : lui-même

### Voix françaises
- Maxime Van Stanfoort : Andrew Globerman
- Nicolas Matthys : Nick Burch
- Fanny Roy : Jessi Glaser
- Grégory Praet : Jay Bilzerian
- Pierre Bodson : Duke Ellington / Rick / Sirus-Birus Foreman-Greenwald
- Jean-Michel Vovk : Maurice
- Stéphane Excoffier : Connie (Saisons 1 et 2)
- Nathalie Stas : Connie (Saisons 3 à 8) / Bonnie
- Nancy Philippot : Missy Foreman-Greenwald / Vicky
- Franck Dacquin : Elliott Burch
- Philippe Allard : Coach Steve / Lola / Mila et Lotte Iarnson / Guy Bilzerian (Saison 3)
- Micheline Tziamalis : Shannon Glaser / Teto Taylor Thomas
- David Manet : Greg Glaser / Dylan / Lars / Nathan Filion
- Antoni Lo Presti : Marty Globerman / Charles Lu / Terry Lizer / Val Bilzerian
- Marie-Line Landerwyn : Diane Burch / Kitty Beaumont Bouchez / Organes génitaux de Jessi
- Laurence César : Barbara Globerman / Mme Bilzerian
- Frédérique Schuermann : Pam
- Mélissa Windal : Roland / Leah Burch
- Thibaut Delmotte : Mint / Caleb / Milk / Jude Burch
- Elisabeth Guinand : Miss Benitez / Tiffany
- Alexis Flamant : Daniel
- Sandrine Henry : Tallulah / Devin / Kimberley McDell
- Maxime Donnay : Matthew McDell
- Quentin Minon : Devon / Skip Globerman
- Sophie Frison : Gina Alvarez
- Ludivine Deworst : Ali
- Pierre Lognay : Aiden
- Catherine Conet : Mona / Céleste
- Jean-François Rossion : Sorcier de la honte / Edward McDell
- Simon Duprez : Walter
- Fabienne Loriaux : Sonia / Principale Baron / Chantre Dina / Monica Foreman Greenwald
- Michel Hinderycx : Lewis Globerman
- Marie Braam : Cherry Globerman
- Arnaud Crêvecoeur : Kurt Bilzerian
- Jean-Marc Delhausse : Jérôme

Version française
- Studio de doublage : BTI Studios (Belgique)
- Direction artistique : Alexis Flamant
- Adaptation : Jérôme Pauwels

## Personnages

### Principaux
- Nick Birch : Garçon pré-adolescent, Nick est perturbé par son retard de croissance comparé à son ami Andrew. Ses parents ont l’habitude de toujours le voir comme un bébé et à le surprotéger parfois. Nick est le benjamin de sa famille, ayant un grand frère (Judd) et une grande sœur (Leah). Dans la saison 3, Nick et Andrew se disputent, mais finissent par se réconcilier dans la saison 4. Dans cette même saison, il est confronté à une version plus âgée de lui-même, Nick Starr, personnage riche, égoïste et insensible. Durant la série, Jessi et Nick ont une relation complexe: ils s'embrasseront lors de la première saison, mais finiront par se séparer et resteront amis. Ils se disputeront dans la saison 4, au sujet du nouveau petit ami de la jeune fille, mais Nick se rendra compte qu'il est toujours attiré par Jessi et tentera maladroitement de recoller les morceaux.
- Andrew Glouberman : Fils unique d’une famille juive new-yorkaise typique, Andrew est en plein dans sa puberté et imagine des façons très créatives pour se donner du plaisir sur les conseils de Maurice. Il n’ignore pas qu’il a un physique très banal et qu’il aura du mal à séduire des femmes une fois adulte. Il est amoureux de Missy et sera fâché contre Nick après que cette dernière a tenté de le séduire. Dans la saison 4, Andrew sera volontairement odieux avec Nick, l'humiliant régulièrement devant tout le monde. Les deux garçons finiront néanmoins par se réconcilier.
- Jessi Glaser : Fille unique, Jessi commence sa puberté et découvre les affres de l’adolescence et des désordres hormonaux. Elle n’est pas très heureuse en famille car son père fume beaucoup trop de marijuana à ses yeux et sa mère a tendance à dramatiser la condition féminine. La séparation de ses parents au cours de la saison 1 accentue encore ses problèmes. Dans la saison 4, Jessi déménagera à New York avec sa mère où elle ne se sentira pas à l'aise. Elle y rencontrera Michaelangelo, un artiste, avec qui elle sortira. Toutefois, ce dernier finira par la quitter après qu'elle a refusé de le masturber. Jessi quittera New-York pour retourner vivre chez son père, reprenant les cours dans son ancienne école.
- Jay Bilzerian : Magicien raté en herbe, Jay essaye de compenser une vie familiale désastreuse en voulant en mettre plein la vue à ses amis. Il déteste son père, avocat véreux autant que sa mère, mentalement instable. Il a aussi deux frères aînés, Kurt et Val, qui font de sa vie un enfer. Jay est passé maître dans l’art de la masturbation au point qu’il a réussi à faire un enfant à son oreiller. Il découvrira plus tard sa bisexualité. Jay sortira avec Lola durant la majeure partie de la saison 4, tombant réellement amoureux d'elle. Il finira par rompre avec elle dans le dernier épisode, Lola s'étant montré trop hésitante à lui dévoiler ses sentiments.
- Missy (Mélissa) Foreman-Greenwald : Jeune fille métis et geek, Missy est passionnée par les sciences et le cinéma underground. Elle est attirée par Andrew mais, trop timide, a du mal à se déclarer. Ils réussiront finalement à sortir ensemble, mais finiront par se séparer. Par la suite, Missy fréquentera Lars, mais finira également par rompre avec lui. Influencée par Mona, son Hormon Monstress, elle tentera de séduire Nick, ce qui créera des problèmes entre ce dernier et Andrew. Dans la saison 4, Missy se cherchera davantage et, conseillée par ses cousines, mettra plus en avant son identité afro-américaine. Missy ne doit en aucun cas manger de sucre car elle fait facilement des crises d’hyperactivité aiguë.
- Lola Skumpy : Fille superficielle, rustre, colérique, grossière, à la voix très masculine. Elle est excessivement possessive envers sa meilleure amie Devin, malgré le mépris évident de celle-ci à son égard. Lola est également très méfiante, ayant une vie compliquée avec une mère violente et un foyer instable et se soucie énormément de son statut social. Durant la saison 4, elle trouvera du réconfort auprès de Jay et finira par sortir avec lui. Mais ce dernier la quittera après qu'elle s'est montré trop hésitante à lui avouer son amour.
- Coach Steve : Prof de sport au collège, Steve souffre de sérieux troubles comportementaux qui font que la plupart des personnes mentalement stables préfèrent l’éviter. Il a toujours Rick, son Hormon monster handicapé avec lui. Steve est également lourdement illettré et a obtenu son diplôme de professeur par Internet.
- Maurice : Le Hormon Monster d’Andy. Ces créatures sont à la fois imaginaires et réelles, se nourrissant de l’imagination débridée des adolescents sur le plan sexuel et leur inspirant des idées encore plus salaces. Le Hormon monster a tendance à apparaitre quand le garçon ou la fille s’excite trop, ne disparaissant qu’après la jouissance sexuelle. Maurice est aussi le Hormon Monster de Matt sous le nom de Morey.
- Connie : Le Hormon Monstress de Jessi quand cette dernière a ses premières règles. Connie est aussi affectée à Missy pendant un temps. Elle et Maurice ont été les premiers Monsters de l’existence peu après la disparition des dinosaures et ont une longue histoire d’amour, de passion et de ruptures derrière eux. Connie met un point d’honneur à contrer l’influence néfaste de Shannon sur sa fille en démontrant à Jessi le pouvoir qu’elle détient en tant que femme. Elle sera affectée à Nick à la fin de la saison 2, mais finira par le laisser aux soins de Rick durant la saison 4.
- Duke Ellington : Mort dans la maison que les parents de Nick ont ensuite achetée, Duke est resté coincé à l’état de fantôme. Il conseille de façon régulière Nick et Andrew en exposant sa propre vie dissolue en guise de référence.

### Récurrents

#### Bridgeton Middle School
- Matthew MacDell : Seul garçon gay du collège et fier de l’être, Matt présente régulièrement une émission interne au collège où il divulgue tous les derniers potins en cours. Il entretient une relation amicale avec Jessi, mais a du mal à se faire apprécier des autres. Dans la saison 3, il rencontrera Aiden, un autre garçon ouvertement gay, et se mettra en couple avec lui. Ils fileront le parfait amour, mais l'homosexualité de Matt lui créera des problèmes avec sa mère, religieuse et conservatrice. Cette situation sera difficile pour le jeune garçon, car sa mère et lui étaient auparavant très proches.
- Devin : Fille très populaire et meilleure amie de Lola. Elle a un comportement assez arrogant, égoïste et plutôt méprisant, autant avec Lola qu'avec les autres élèves. Elle est en couple avec DeVon durant la majeure partie de la série, allant jusqu'à l'épouser dans la saison 3. Ce dernier finira par la quitter lors de la saison 4.
- Devon : Garçon afro-américain, il est le petit ami de Devin, dont il subit souvent le comportement odieux et superficielle. Il finira par la quitter dans la saison 4, ne supportant plus son caractère.
- Gina Alvarez (à partir de la saison 2) : Élève du collège, Gina s'est distinguée des autres filles quand sa poitrine a poussé rapidement en l'espace de quelques jours. Courtisée par de nombreux garçons, elle a choisi DeVon au grand dam de Nick qui est obsédé par ses seins alors qu'elle voudrait être appréciée pour elle-même. Larguée par DeVon, elle se laisse approcher par Nick dont elle apprécie la compagnie. Ils sortiront ensemble un temps, mais finiront par se séparer.
- Lars : Garçon handicapé (ses jambes sont paralysées, ce qui l'oblige à se déplacer en fauteuil roulant), il est également amoureux de Missy. Plutôt sérieux, il n'est pas très démonstratif.
- Caleb : Caleb a des toc, c'est un garçon assez étrange, il est solitaire et se déplace en permanence avec un sac à roulettes.
- Terry Lizer : Professeur de l'école. Il est, à l'opposé de Steve, respecté, cultivé et très arrogant. Il est renvoyé à la fin de la saison 3, après avoir eu un comportement inapproprié avec Lola.
- La principale Barron : Vieille dame d'un caractère fatigué, elle pense surtout à sa future retraite (qu'elle prend à la fin de la saison 3) et aimerait que le calme règne à l'école...du moins jusqu'à son départ. Elle est remplacée par un proviseur inconnu dans la saison 4.

#### Familles
- Elliot Birch et Diane Birch : Parents de Nick, Leah et Judd, dont ils sont profondément à l'écoute. Diane est très protectrice envers ses enfants et forme un couple très uni avec son mari. Eliott est également très protecteur, voire laxiste avec ses enfants et raconte des histoires souvent très inappropriées à ceux-ci.
- Judd Birch : Frère aîné de Nick et Leah. Adolescent rebelle et renfermé, il se livre régulièrement à des activités pyromanes et au vandalisme. Il se drogue et boit régulièrement de l'alcool. Jessi aura un faible pour lui, mais il l'éconduira sans ménagement.
- Leah Birch : Sœur aînée de Nick et cadette de Judd. Plus sympathique et plus douce que Judd, elle aime beaucoup Nick et répond souvent à ses interrogations sur les femmes. Andrew a un faible pour elle.
- Marty Glouberman et Barbara Glouberman : Les parents d'Andrew. Ils sont l'opposé complet des Birch: Marty est un homme sévère, colérique et assez peu investi dans sa relation de couple et dans son rôle de père. Barbara est, quant à elle, une femme timide et discrète, qui surprotège Andrew et qui aimerait une relation plus active avec son mari.
- Skip Glouberman : frère de Marty (avec lequel il ne s'entend pas) et oncle d'Andrew. Il vit en Floride avec sa fille Cheryl.
- Cheryl Glouberman : fille de Skip et cousine d'Andrew. Rebelle et provocante, elle séduira Andrew lors d'une réunion de famille. Ce dernier ne résistera pas à ses avances et lui enverra par la suite une photo de son sexe.
- Greg Glaser et Shannon Glaser : les parents de Jessi (ils se séparent lors de la saison 1). Greg est un fumeur de marijuana qui passe sa vie dans le sous-sol de la maison. Il finira par déménager. Il est assez proche de sa fille. Shannon au contraire est une femme active, ne supportant plus son mari. Elle finira par le quitter et se mettra en couple avec une femme, Dina. Shannon et Jessi ont des rapports assez tendus, notamment à cause de la séparation du couple Glaser.
- Dina Reznick : Petite amie de Shannon, Jessi ne l'aime pas beaucoup. Elle rompra avec Shannon dans la saison 3, ce qui décidera cette dernière à déménager à New York.
- Guy Bilzerian et Jenna Bilzerian : Les parents de Jay, Kurt et Val. Ils sont assez loin de bien assurer ce rôle. Guy est un mari infidèle et avocat malhonnête, tandis que Jenna est une femme au caractère instable et irresponsable. Elle est également alcoolique et sera la première expérience sexuelle de Steve.
- Cyrus Foreman-Greenwald et Monica Foreman-Greenwald : Les parents de Missy, qui les voit comme ses meilleurs amis. Cyrus est un geek, doux et très complice avec sa fille et Monica est une mère attentive et très progressiste.

#### Hormone Monsters
- Mona : Nouvelle Hormon Monstress de Missy. Elle est la remplaçante de Connie et pousse Missy à séduire Nick.
- Rick : Ancien Hormon Monster de Steve et de Nick. Handicapé et assez gâteux, il sera remplacé par Connie chez Nick et ne quittera Steve qu'au moment de la première expérience sexuelle de ce dernier. Il sera le nouvel Hormon Monster de Nick dans la saison 4.
- Tyler (à partir de la saison 2) : Jeune Hormon Monster débutant, Tyler est assigné à Nick après le départ à la retraite de Rick. Trop jeune pour avoir fait lui-même sa puberté, il n'est guère d'un grand secours pour le garçon. Renvoyé pour s'être fourvoyé avec le Shame Wizard, il devient le secrétaire de Gavin, le Hormon Monster le plus macho et cruel de la société.
- Shame Wizard (à partir de la saison 2) : Le Sorcier de la Honte s'invite au collège ou il trouve ses proies. Il leur insuffle la honte profonde de leurs actions ou de leurs phobies les plus profondes, se justifiant que c'est la honte qui empêche les jeunes d'accomplir des actes qui détruiraient leurs futurs.
- Kitty : Grosse chatte violette manipulatrice et charmeuse. Elle pousse les personnages (en particulier Jessi) à tomber en dépression.
- Tito : le moustique de l'Angoisse. Il apparaît dans la saison 4 et pousse les protagonistes à avoir peur et à angoisser pour tout, au point de leur faire perdre leurs moyens.

## Production
Le 24 avril 2023, Netflix renouvelle la série pour une saison 8, qui sera la dernière. Celle-ci est sortie le 23 mai 2025.

## Épisodes

### Saison 1 (2017)
1. Éjaculation (Ejaculation)
2. Laisse couler (Everybody Bleeds)
3. Probablement gay (Am I Gay ?)
4. Soirée pyjama (Sleepover: A Harrowing Ordeal of Emotional Brutality)
5. Les filles aussi (Girls Are Horny Too)
6. La capote et l’oreiller (Pillow Talk)
7. Requiem pour un rêve érotique (Requiem for a Wet Dream)
8. Le pousseur de tête (The Head Push)
9. La Bat Mitzvah de Jessi (Survived Jessi's Bat Mitzvah)
10. Les aventuriers du pornivers (The Pornscape)

### Saison 2 (2018)
1. Suis-je normal ? (Am I Normal?)
2. La fièvre du nichon (What Is it About Boobs?)
3. Le sorcier de la honte (The Shame Wizard)
4. Steve le puceau (Steve the Virgin)
5. Pleins feux sur le plan familia (The Planned Parenthood Show)
6. Bad trip (Drug Buddies)
7. Mec ville (Guy Town)
8. Eclipse du nichon (Dark Side of the Boob)
9. Bécoter ou partager ! (Smooch or Share)
10. Le département de la puberté (The Departement of Puberty)

### Saison 3 (2019)
1. Une Saint-Valentin au poil (My Furry Valentine)
2. Les filles aussi voient rouge (Girls Are Angry Too)
3. Un téléphone nommé... (Cellsea)
4. Obsédé grave (Obsessed)
5. Bienvenue en Floride (Florida)
6. Comment avoir un orgasme (How to Have an Orgasm)
7. Duke (Duke)
8. Les notes de désirabilité (Rankings)
9. À fond les cachetons (The ASSes)
10. Harcèlement : la comédie musicale ! (Disclosure the Movie: The Musical!)
11. Super Mouth (Super Mouth)

### Saison 4 (2020)
1. La nouvelle moi (The New Me)
2. Le flux monstruel (The Hugest Period Ever)
3. Crotte hallucinogène (Poop Madness)
4. Cafeteria Girls (Cafeteria Girls)
5. Un épisode très spécial en souvenir du 11 Septembre (A Very Special 9/11 Episode)
6. Nick Starr (Nick Starr)
7. Jeux de main, jeux de vilain ? (Four Stories About Hand Stuff)
8. L'enterrement (The Funeral)
9. Horreur, malheur ! (Horrority House)
10. Qu'est-ce que tu vas faire ? (What Are You Gonna Do?)

### Saison 5 (2021)
1. No Nut November (No Nut November)
2. La Complainte de Shane Lizard (The Shane Lizard Rises)
3. Les Papillons d'amour (The Lovebugs)
4. Jalousie, quand tu nous étreins (The Green-Eyed Monster)
5. Joyeux Thanksgiving (Thanksgiving)
6. Les meilleurs coups (Best Friends Make the Best Lovers)
7. Je t'haine tant (I F**king Hate You)
8. Noël à la sauce Big Mouth (A Very Big Mouth Christmas)
9. Chaud bouillant sur glace (Sugarbush)
10. Le Réveillon du Renouvelle An (Re-New Year's Eve)

### Saison 6 (2022)
1. La maison des rencards (The Hookup House)
2. Ignoble gènes (Twenty Two and You)
3. La honte du vagin (Vagina Shame)
4. Le test de pureté de Rice (Rice Purity Test)
5. Touche-nichon (Andrew's Gonna Touch A Boob Tonight)
6. L'Apple Brooch (The Apple Brooch)
7. Un paquet de papas (Dadda Dia!)
8. On aurait dû s'en douter (Asexual Healing)
9. Les familles qui vrillent (The Parents Aren't Alright)
10. Vendredi de m**** ! (F**ked Up Friday)

### Saison 7 (2023)
1. Big Mouth débarque au lycée (mais après ces neuf épisodes) (Big Mouth's Going to High School (But Not for Nine More Episodes))
2. Maudite épididymite (Epididymitis)
3. Le gremlin ambitieux (The Ambition Gremlin)
4. Une journée défoncée (Day Tripping)
5. La remise des diplômes (Graduation)
6. The International Show (The International Show)
7. Casse-toi de chez moi ! (Get the F**k Outta My House)
8. Mauvais plan (The Bad Hookup)
9. Panique dans les boutiques (Panic! At the Mall)
10. Un doigt dans l'engrenage temporel (A Finger in Time)

### Saison 8 (2025)
1. Une rentrée jouissive (Homecumming)
2. Les bandes, les riches et la b*te à Sonic (Cliques, Pricks, and Sonic's Dick)
3. Pourquoi passer par la puberté ? (Why Do We Go Through Puberty?)
4. Lola Skumpy : Tout est permis (Lola Skumpy: License to Drive)
5. Trop de fumette prend la tête ? (Am I Smoking Too Much Weed?)
6. Tout le monde regarde du porno (Everyone Watches Porn)
7. Juste un peu de compassion (Have Some Goddamn Compassion)
8. Communication sexy, oui, oui (Horny Talky Yes Please)
9. Tout ce qu'on a oublié de vous dire sur le sexe (Everything We Forgot to Tell You About Sex)
10. Vers le vaste inconnu (The Great Unknown)